# Ашдод (порт)
Порт Ашдода (ивр. נמל אשדוד‎) — один из трех основных грузовых портов Израиля . Порт расположен в Ашдоде, примерно в 40 км к югу от Тель-Авива, в устье реки Лахиш . Его создание значительно расширило портовые возможности страны. Ежегодно он обрабатывает самый большой объем грузовых контейнеров (1,525 млн TEU в 2017 г.) из всех израильских портов. Корабли с гуманитарной помощью для сектора Газа также разгружаются в Ашдоде.

## История

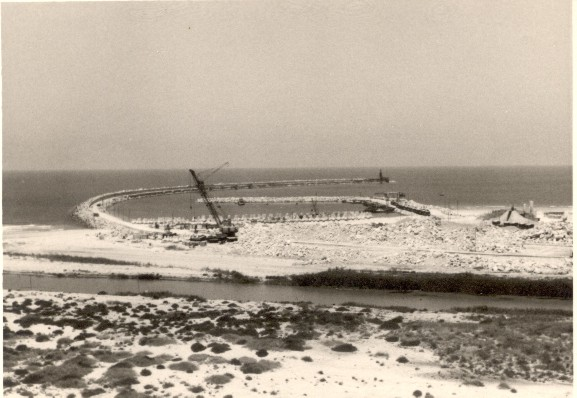
Строительство порта

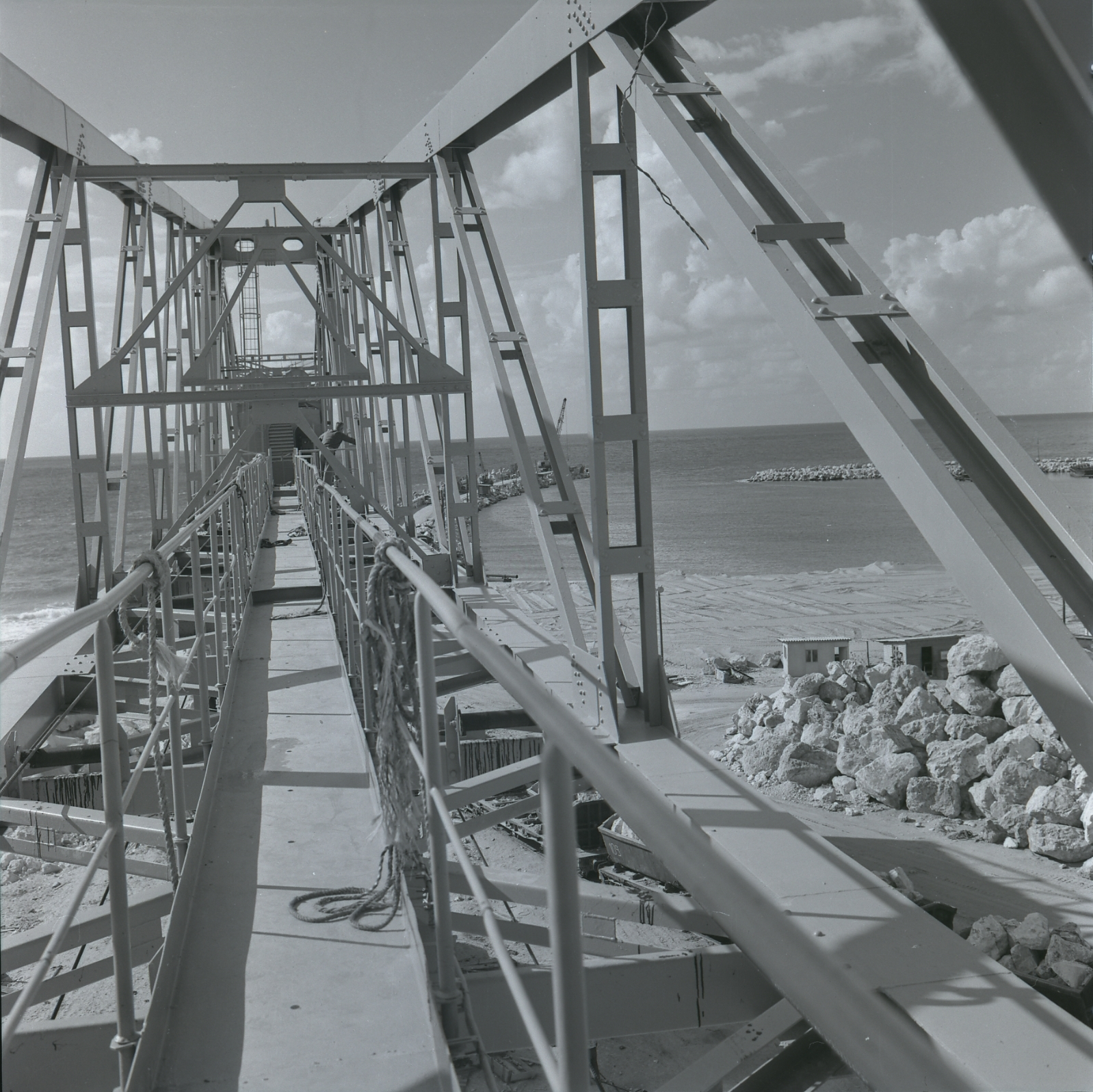
Строительство порта, 1964 год. Борис Карми, коллекция Мейтар, Национальная библиотека Израиля.

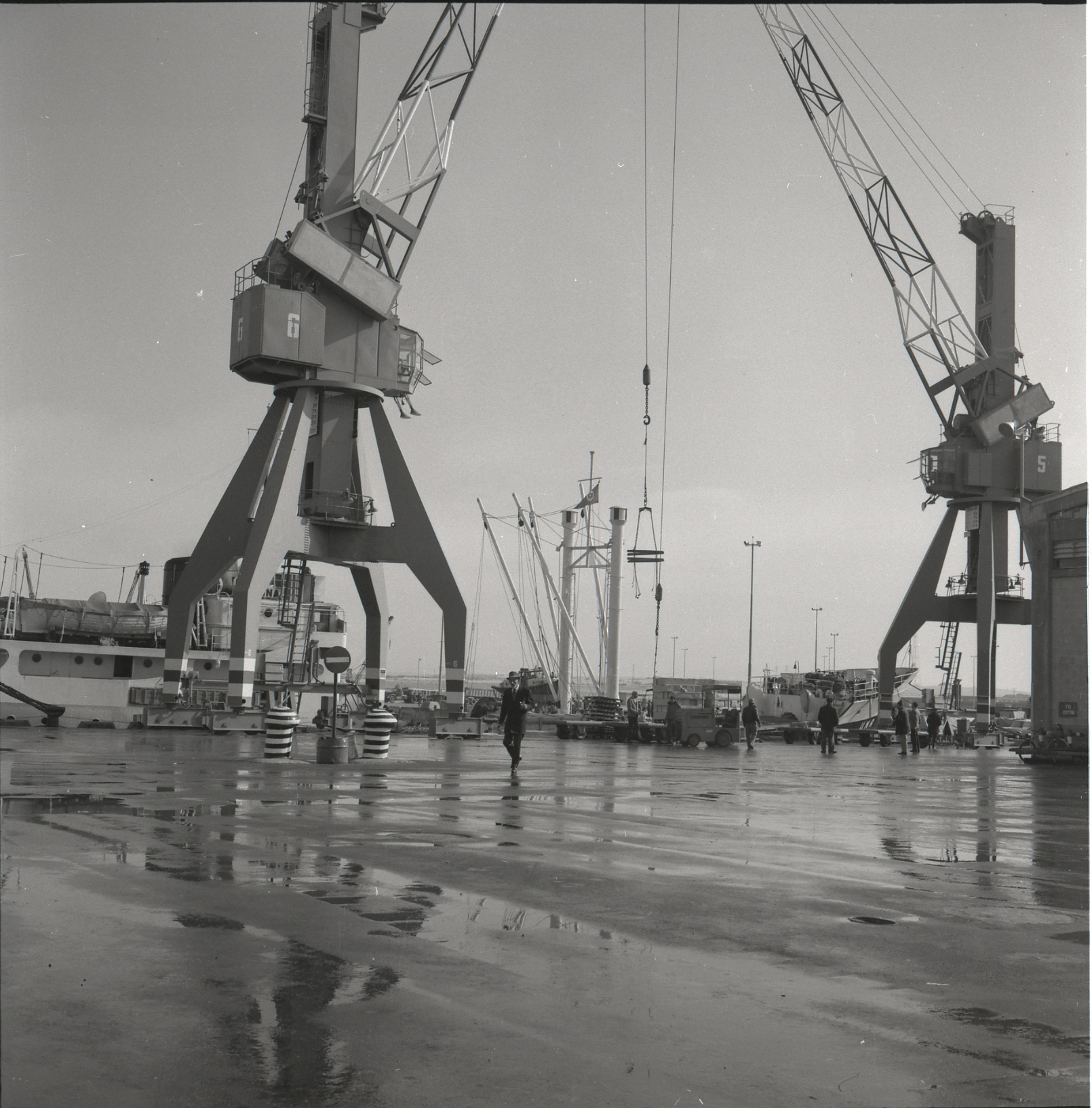
Краны в порту

Необходимость открытия еще одного глубоководного порта возникла еще в первые годы существования Израиля, когда стало ясно, что расширение существующих портов Хайфы и Эйлата не может обеспечить эффективную обработку увеличивающихся объемов экспортных и импортных грузов. Решение о запуске нового порта было основано на ряде соображений:
- Порт связан с заботой о расселении населения и создании городских центров в южной части страны.
- Порт существенно сокращает сухопутные перевозки грузов в южную и центральную части страны и обратно.
- Расстояние от цитрусовых рощ Реховота до порта Ашдод на 102 километра меньше, чем до порта Хайфы, а перевозка калия из Содома в порт Ашдод составляет на 120 километра меньше, чем до Хайфы.
- Порт находится недалеко от существующих транспортных артерий с возможностью развития новых маршрутов в будущем.
- Порт расположен вблизи промышленных и производственных центров страны, а также торгового центра Тель-Авива .

Порт Ашдод остается одним из немногих глубоководных портов в мире, построенных в открытом море, и его строительство было сопряжено с большими инженерными трудностями. Принятию решения о месте и строительстве порта предшествовали морские и климатические изыскания, подтвердившие инженерную целесообразность его строительства. Физическое проектирование началось в 1957-1958 годах, в критическое время, как с точки зрения развития морского транспорта и портовых сооружений для обработки грузов, так и с точки зрения развития грузовых судов. Именно в этот период во всем мире стали применяться современные концепции судоходства.
Его строительство основывалось на долгосрочном плане развития. Волнорезы были построены для создания гавани, где можно было поэтапно строить и развивать набережные . На первом этапе были построены причалы 1 и 3, в основном для обработки цитрусовых и других сельскохозяйственных экспортных товаров. Другие части порта были выделены для будущего развития по мере возникновения особых потребностей. Благодаря такому подходу порту Ашдод до сих пор удавалось предлагать удовлетворительные решения для новых типов грузов и судов, появившихся с момента его открытия. Современные суда, методы морского транспорта и соответствующие портовые сооружения развивались очень быстро за последние 30 лет. Мировое судоходство претерпело настоящую революцию в отношении размеров судов, новых концепций обработки грузов, основанных на контейнерных и тарных грузах, больших партиях жидких и сыпучих продуктов. и т.д.
Порт начал свою работу 21 ноября 1965 года с заходом шведского корабля «Вингланд» с грузом сахара.

Трафик 90-х.

### Терминал Эйтан
Терминал Эйтан, построенный в 2006 году, включал расширение основного волнолома на 1150 метров и намывные территории в объёме 100 гектаров, что позволило добавить 1700 метров новых действующих причалов, способных принимать суда в формате Super Post — Panamax.
Во время строительства волнолома отставной начальник штаба ЦАХАЛа Рафаэль Эйтан, руководивший строительством, погиб, когда большая волна унесла его с волнолома в бурное море. В его память новый участок порта получил название «Терминал Эйтан».

## Основные грузоперевозки
Большая часть работ выполняется на шести обычных причалах, которые обрабатывают такие грузы, как сельскохозяйственный экспорт, цитрусовые, лесоматериалы, металлы, гранулированные грузы, стропы, навалочные грузы в грейферах и т. д. Эти причалы могут принимать все типы судов водоизмещением до 30 000 тонн. Пирс нет. 5 углублен и приспособлен для работы судов типа Panamax дедвейтом до 60 000 тонн. Причалы оснащены отличным оборудованием для эффективной работы. Также есть 4 причала для судов Roll On/Roll Off, один из них на контейнерном причале.

### Места хранения
Складские площади порта составляют около 500 000 м². Из них 50 000 м² предназначены для хранения основных грузов. Также имеется специальный навес для хранения опасных материалов, химикатов и т. д., которые нельзя хранить в закрытых помещениях или на открытых площадках.

### Угольный пирс
В начале 1990-х годов был введен в эксплуатацию первый энергоблок новой электростанции Рутенберг в Зикиме, недалеко от Ашкелона, который работал на угле, импортируемом через порт Ашдод. В порту есть все необходимое для перемещения поступающего угля с угольного причала на угольный склад в задней части порта, к востоку от Ашдодской электростанции. Там его погружают в вагоны для перевозки на электростанцию в Зикиме. В 1988 году было завершено строительство причала 9, что позволило выгружать 2,5 млн тонн угля в год. В августе 1989 года было завершено строительство конвейера, который транспортирует уголь с причала 9 на угольный склад, а вместе с ним и подготовка порта Ашдод к «угольному веку» была завершена по графику.
В сентябре 1989 года угольщик MS Leon водоизмещением 120 000 тонн зашел в порт с 85 000 тонн угля. Уголь выгружали краном на конвейер и доставляли в Угольную компанию, расположенную в задней части Ашдодской электростанции. Большой корабль был доставлен в порт современными буксирами типа Voit-Schneider, обладающими исключительной маневренностью и тяговым усилием 35 и 45 тонн соответственно. Ввод в порт судов валовой вместимостью 160 000 тонн (при неполной загрузке) является значительным достижением, учитывая тот факт, что порт Ашдод был предназначен для плавания судов максимальным дедвейтом 30 000 тонн (до расширения порта в 2000-х гг. ).
В 2000 году на территории электростанции Рутенберг был построен глубоководный угольный пирс, после чего транспортировка угля по железной дороге из Ашдода отпала.

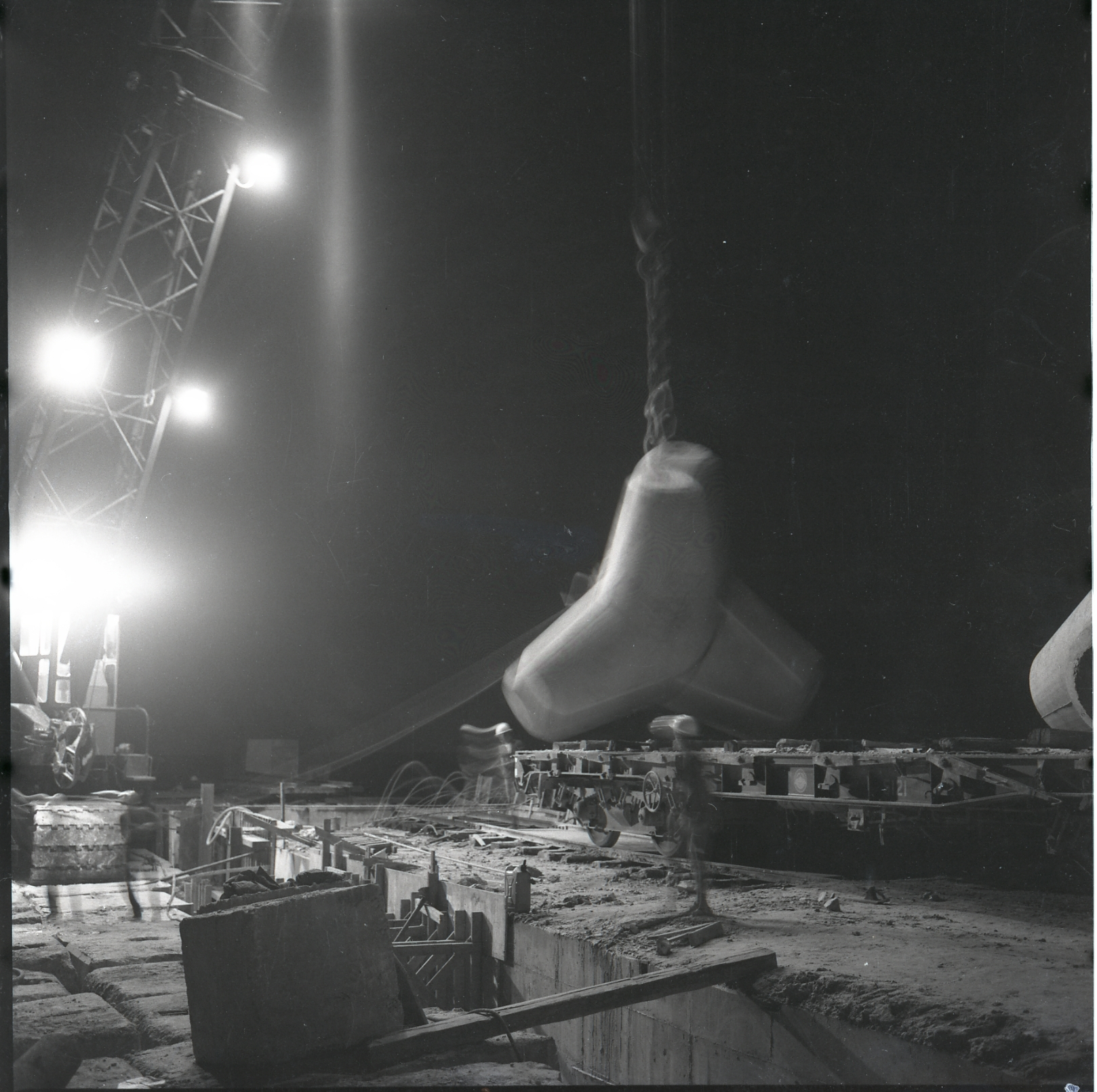
Порт Ашдода ночью

### Массовая обработка

#### Минералы
Специализированный причал для перевалки полезных ископаемых был открыт в 1967 году. В 1979 году к старым системам добавились более современные. Все управляется компьютером. Насыпные хранилища могут хранить 240 000 тонн фосфатов (в 10 отдельных категориях) и 140 000 тонн калия (в 5 категориях). Полезные ископаемые прибывают в порт в специальных вагонах и грузовиках. Сброс их в хранилища осуществляется конвейерными системами и отвалочными машинами со скоростью от 800 до 1500 т в час. Погрузка на суда осуществляется двумя погрузчиками, один со скоростью 800 тонн в час, другой со скоростью 1600 тонн в час. В ближайшее время будет установлен еще один загрузчик, чтобы ускорить операцию. Суда для погрузки калия бросают якорь там, где глубина воды составляет 12,5 метров, что позволяет швартоваться судам Panamax длиной до 225 метров и грузоподъемностью 60 000 тонн.

#### Зерно
Хотя в задней части порта находится большой элеватор, пропускная способность порта по разгрузке зерна ограничена тем фактом, что зерно необходимо транспортировать из доков в силосы с помощью грузовиков. Чтобы смягчить это ограничение, было выделено 75 миллионов долларов США. К 2021 году строится надземная конвейерная система длиной 2,5 километра между доками и силосами. Этот конвейер значительно увеличит пропускную способность порта по перевалке зерна.

## Пассажиры и круизные лайнеры
После подписания временного соглашения между правительствами Израиля и Египта весной 1975 года в порту открылась эра пассажирских круизных судов .
В сентябре 1975 года в порт из Александрии прибыло первое судно Stella Polaris. В 1981 году движение набрало обороты, и с тех пор поток туристов через порт растет. Терминал примыкает к зоне высадки и обеспечивает быстрый и удобный доступ пассажиров. По мере роста пассажиропотока было одобрено строительство нового пассажирского терминала, и сейчас он находится на продвинутой стадии планирования. Все вопросы, связанные с пассажирскими судами, решаются службой безопасности и портовыми службами.

## Строительство Южного терминала
В 2015 году Управление портов Израиля приступило к строительству крупного расширения порта под названием Южный терминал (נמל הדרום) стоимостью 3,3 миллиарда шекелей (около 900 миллионов долларов США), открытие которого ожидается в 2021 году. Первый этап плана предусматривает расширение существующего основного волнолома на 600 м, строительство второстепенного на 1,5 килиметра, обширная рекультивация земель, в результате которой будет создан новый контейнерный терминал с основным причалом протяженностью 800 м, способным принимать до 18 000 TEU-контейнеровозов, и вспомогательным причалом протяженностью 500 м, а также собственный грузовой железнодорожный терминал.
Новый терминал строит компания Pan Mediterranean Engineering (PMEC, дочерняя компания China Harbour Engineering ). Швейцарская компания Terminal Investment Limited (также известная как TiL Group, контролируемая частной MSC Group ) выиграла тендер на получение концессии на эксплуатацию нового терминала в течение 25 лет, начиная с 2021 года.
Наряду с новым терминалом реализуемые планы развития также включают строительство дополнительных складских и логистических зон вблизи порта, электрических и коммуникационных сетей, а также новых подъездных дорог, соединяющих местную и национальную транспортную сеть.